# Bartolomeo Neroni
Ne doit pas être confondu avec Felice Riccio ou Andrea Briosco.
Bartolomeo di Sebastiano Neroni dit le Riccio, (Sienne, ~1505 - Sienne, 1571-1573) est un peintre, un miniaturiste, un sculpteur et un architecte italien de l'école siennoise, qui a été aussi un ingénieur militaire, un scénographe et un spécialiste reconnu de nombreuses techniques picturales, de la miniature à la fresque, actif surtout en région siennoise mais aussi à Lucques et à Gênes.

## Biographie
Meilleur élève du Sodoma, il devient son gendre en épousant sa fille Faustina en 1543.
En tant que peintre, il est influencé ensuite par Domenico Beccafumi et réalise toute une série d'œuvres picturales en diverses églises.
Comme architecte, il s'inspire de Baldassarre Peruzzi. L'une de ses œuvres importantes est la transformation en théâtre (l'actuel Teatro Comunale dei Rinnovati) de la salle du Conseil de la République du Palazzo Pubblico de Sienne, en 1530 (scène détruite par un incendie ensuite) ; il exécute beaucoup d'édifices dans la ville.
En 1555, la ville républicaine perd son indépendance, et Neroni, qui avait réalisé les murs de fortifications, préfère quitter sa ville natale pour Lucques où il reste jusqu'en 1567.
Zacchia Lorenzo il Giovane (1524 - après 1587) sera un des élèves de son atelier à Lucques.
Entre 1567 et 1570, revenu à Sienne, il dirigea l'exécution des stalles du chœur du dôme de Sienne, avec les sculpteurs sur bois Teseo Bartalino da Pienza, Benedetto di Giovanni da Montepulciano, Baccio Descherini et Domenico de Chiari, « un chef-d'œuvre du maniérisme triomphant qui restera un modèle pour les décennies à venir » .
Michelangelo Anselmi fut de ses élèves et de ceux du Sodoma.

## Œuvres

### Travaux à Sienne

#### Architecture
- Escalier d'accès à la chaire de Nicola Pisano du dôme de Sienne
- Palais Francesconi (1520)
- Teatro Comunale dei Rinnovati (1530)
- Palais Tantucci (1548)
- Maison d'Alexandre Guglielmi (1537)
- Monastère des Derelitte (1541), aujourd'hui le Palais Sergardi (it), place du Carmel

#### Peintures
- Natività, église du Carmel (it)
- Fresques dans les églises : l'Observance, San Pietro alla Magione (it),
- Saint Benoît envoie Mauro en France et Placide en Sicile (1540), un tableau du cycle de la vie de saint Benoît dans le cloître de l'abbaye territoriale Santa Maria de Monte Oliveto Maggiore
- Retables : retable de la Madonna della Misericordia de l'église Fontegiusta (it), etc.
- Fresques dans les palais : Palais Sergardi (it), Palazzo Celsi Pollini (en), etc.
- peintures sur toile à la pinacothèque nationale de Sienne dont Incoronazione della Vergine, son chef-d'œuvre
- Peintures dans la collection Chigi-Saracini : Cristo Risorto, etc.

### Dans la région de Sienne
- À Asciano, Ancaiano, Sovicille, Chiusure (en), Sinalunga, Monterotondo Marittimo,
- Redentore, dôme de Montepulciano,
- Musées de Montalcino,
- Madonna col Bambino e san Giovanni Battista e santa Caterina da Siena, Musée diocésain, Pienza,

### En dehors de la région siennoise
- Quatre précieux corali miniati d'antiphonaire (1532), bibliothèque communale de Gênes ,
- Madonna col Bambino, San Ginese e San Francesco di Paola, Palazzo della Curia Arcivescovile, Lucques .
- Trinità (1566), retable, église San Paolino (en), Lucques
- Natività, Museo di Villa Guinigi
- Deux cassoni (coffres de mariage) expertisés par Josephine von Henneberg au Victoria and Albert Museum de Londres